# زارورة (إمحياثن)
زارورة هو دُوَّار يقع بجماعة إيعزانن، إقليم الناظور، جهة الشرق في المملكة المغربية. ينتمي الدوّار لمشيخة إمحياثن التي تضم 8 دواوير. يقدر عدد سكانه بـ 592 نسمة حسب الإحصاء الرسمي للسكان والسكنى لسنة 2004.

## روابط خارجية
- البوابة الوطنية للجماعات الترابية نسخة محفوظة 12 مارس 2018 على موقع واي باك مشين.
- المندوبية السامية للتخطيط